# Anaxyrus debilis
Espèce
Synonymes
- Bufo debilis Girard, 1854
- Bufo insidior Girard, 1854

Statut de conservation UICN

 LC  : Préoccupation mineure
Anaxyrus debilis est une espèce d'amphibiens de la famille des Bufonidae.

## Répartition

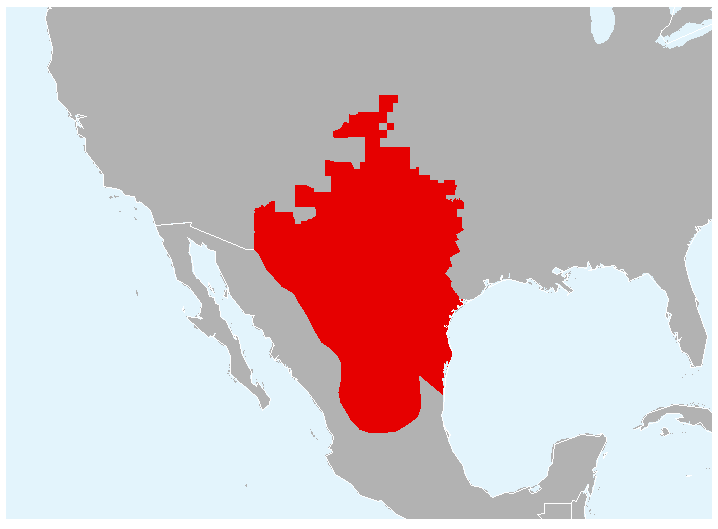
Distribution

Cette espèce se rencontre dans le centre-sud de l'Amérique du Nord :
- aux États-Unis dans les États du Colorado, du Kansas, du Texas, de l'Oklahoma, du Nouveau-Mexique et d'Arizona ;
- au Mexique dans les États de Zacatecas, de San Luis Potosí, de Chihuahua, de Durango, de Coahuila, de Nuevo León et de Tamaulipas.

## Description

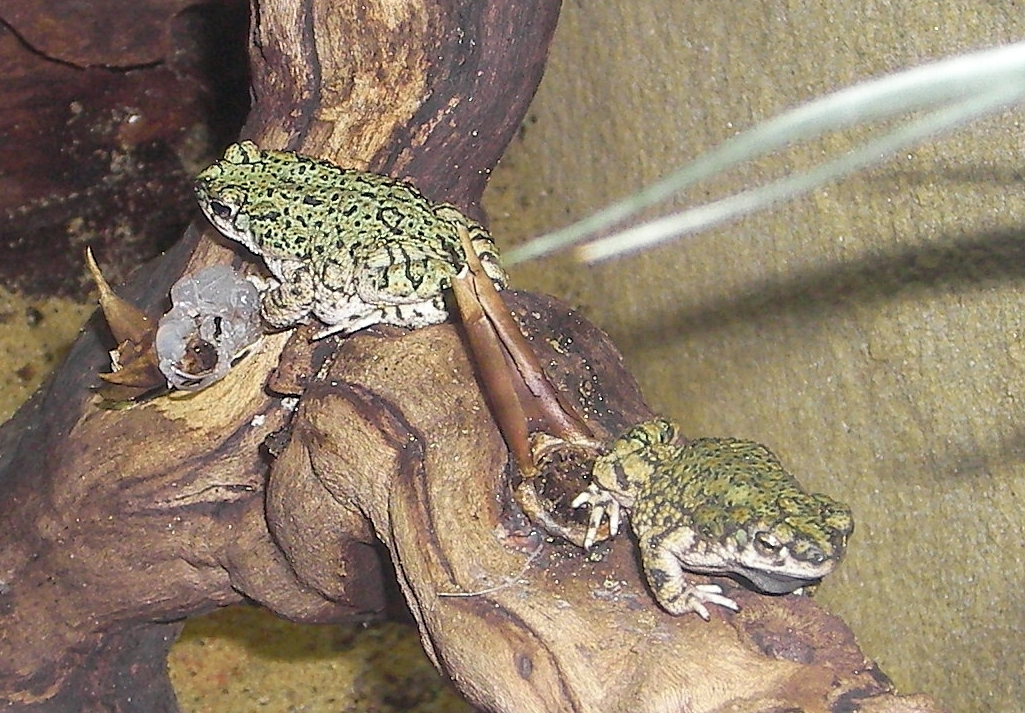
Anaxyrus debilis

Les mâles mesurent jusqu'à 35 mm et les femelles jusqu'à 36,5 mm.

## Publication originale
- Girard, 1854 : Descriptions of new genera and species of North American Frogs. Proceedings of the Academy of Natural Sciences of Philadelphia, vol. 7, p. 86–88  (texte intégral).